# Домашканы
Домашканы (рум. Dămăşcani, Дэмэшкань) — село в Рышканском районе Молдавии. Наряду с сёлами Дуруитоаря, Паскауцы и Проскуряны входит в состав города Костешты.

## География
Село расположено на высоте 201 метров над уровнем моря.

## Население
По данным переписи населения 2004 года, в селе Дэмэшкань проживает 361 человек (180 мужчин, 181 женщина).
Этнический состав села:
| Национальность | Число жителей | Процентный состав |
| -------------- | ------------- | ----------------- |
| молдаване      | 352           | 97.51             |
| украинцы       | 8             | 2.22              |
| румыны         | 1             | 0.28              |
| Всего          | 361           | 100 %             |